# فيرجينيا كاردونا
فيرجينيا كاردونا (بالإسبانية: Virginia Cardona)‏ (4 يناير 1967 في إسبانيا - ) هي لاعبة كرة طائرة إسبانيا. شاركت في الألعاب الأولمبية الصيفية 1992.

## وصلات خارجية
- فيرجينيا كاردونا على موقع اللجنة الأولمبية الدولية (الإنجليزية)
- فيرجينيا كاردونا على موقع أوليمبيديا (الإنجليزية)